# Marc Newson
Marc Andrew Newson (Sydney, 1963) è un designer australiano, uno dei più importanti al mondo nell’ambito del design industriale.
Si è occupato soprattutto di interni e di oggetti per la casa (in particolare, sedie); sue opere sono conservate al Museum of Modern Art di New York e al Centro Pompidou di Parigi.

## Carriera
Nel 1986  organizza una mostra alla Roslyn Oxley Gallery di Sydney, dove esibisce la sua prima realizzazione, la sedia Lockheed Lounge creata per apparire come la modellazione di un'enorme goccia di mercurio. Seguiranno diverse creazioni fra cui le sedie Felt Chair e Orgone Lounge, la Super Guppy (nome di un piccolo pesce colorato sud-americano) Light, e il tavolo Black Hole (letteralmente "buco nero").
I suoi pezzi di design rimangono molto ricercati sul mercato secondario e nel 2010 rappresentavano il 24% delle vendite totali all'asta nella categoria di Sotheby's , Christie's e Phillips .
Marc è l'unico designer industriale rappresentato dalla Gagosian Gallery e insieme a Frank Gehry forma i "Masters of Design" della galleria. I principali musei di tutto il mondo hanno ospitato mostre personali retrospettive del suo lavoro.
Inoltre, il suo lavoro è presentato nelle collezioni permanenti di molti importanti musei tra cui: The Museum of Modern Art (MoMA) e Cooper Hewitt, Smithsonian Design Museum di New York, San Francisco Museum of Modern Art , il Design Museum (Londra), V&A Museum (Londra), Musée National d'Art Moderne, Centre Pompidou (Parigi), Musée des Arts Décoratifs (Parigi), Vitra Design Museum (Weil am Rhein), Museum of Applied Arts (Francoforte), Museum of Arts and Crafts Hamburg , MUDE - Museu do Design e da Moda (Lisbona) , Museo di Israele(Gerusalemme), Powerhouse Museum (Sydney) e la National Gallery of Victoria (Melbourne). È stato anche nominato presidente dell'International Design Council del London Design Museum .
In qualità di sostenitore a lungo termine e in corso dell'ente di beneficenza (RED) , Marc ha co-curato con Sir Jonathan Ive un'asta di design nel 2013 che ha raccolto l'incredibile cifra di 46 milioni di dollari (USD) per il Fondo globale per la lotta all'AIDS, la tubercolosi e Malaria .
Marc Newson è stato incluso nelle 100 persone più influenti della rivista TIME e ha ricevuto numerosi premi e riconoscimenti. Ha conseguito un dottorato onorario presso la Sydney University , Adjunct Professorships presso la Sydney University e la Hong Kong Polytechnic University , ed è stato nominato RDI (Royal Designer for Industry) dalla Royal Society of Arts . Nel 2012 è stato insignito del titolo di Commendatore dell'Ordine dell'Impero Britannico) da Sua Maestà la Regina Elisabetta II.

Il lavoro di Newson è stato descritto in innumerevoli libri e pubblicazioni e ad oggi ci sono tre monografie tra cui l'enciclopedica "Marc Newson Works" pubblicata da Taschen (2012). È stato oggetto di vari programmi radiofonici e televisivi, tra cui un'intervista alla PBS su Charlie Rose (2010), Imagine 'Marc Newson Urban Spaceman' della BBC (2008), Objects of Desire su Sky Arts e 'Objectified', un film documentario di Gary Hustwit.

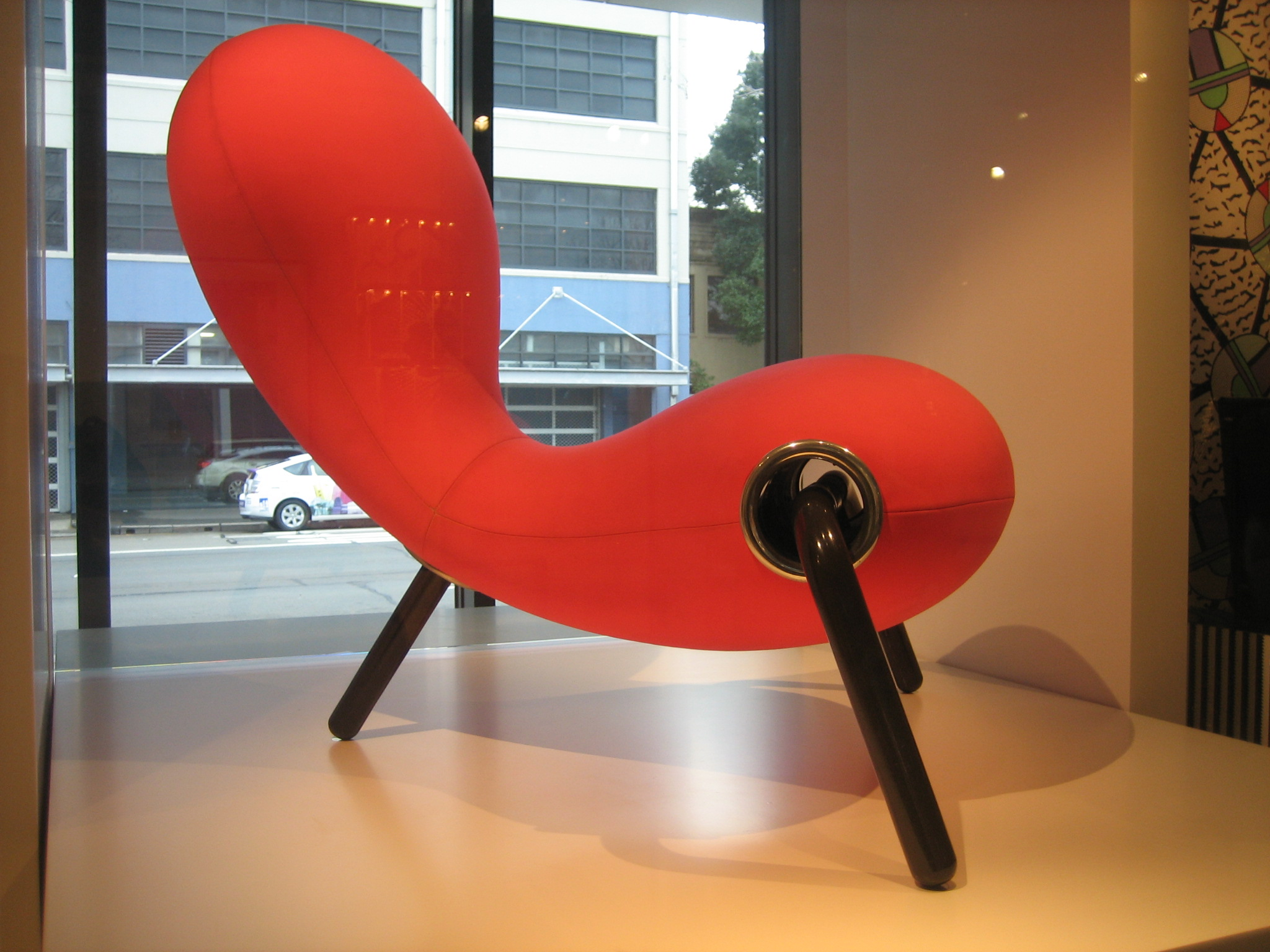
Embryo (1988) Powerhouse Museum, Sydney